# Kanebo
Kanebo är ett japanskt företag som tillverkar kosmetika. De är framför allt kända för användandet av silkesämnen i sina produkter.